# Uruguayaans voetbalelftal (mannen)
Het Uruguayaans voetbalelftal is een team van voetballers dat Uruguay vertegenwoordigt bij internationale wedstrijden.
Uruguay is een van de succesvolste teams ter wereld en dat is zeer opmerkelijk aangezien het land slechts zo'n 3,5 miljoen inwoners telt. Uruguay is het land met het minste aantal inwoners dat ooit een WK won. Er zijn slechts zes landen met een lager bevolkingsaantal, die zich ooit wisten te plaatsten voor een WK-eindronde.
Het land is ook het kleinste lid van de CONMEBOL en is recordhouder in het winnen van de Copa América (vijftien keer). Uruguay won ook twee keer de gouden medaille op de Olympische Spelen (1924 en 1928) in de periode dat er nog geen WK bestond en de Spelen het enige mondiale platform boden.
In 1980 won La Celeste ook de Mundialito, een jubileum-WK met voormalige kampioenen. Na het WK van 1974 plaatste het zich jaren niet altijd voor de WK's, maar het WK 2010 werd veruit het beste sinds 1970. In de halve finale was Nederland met 3-2 te sterk voor Uruguay en in de kleine finale won Duitsland met dezelfde cijfers van de Zuid-Amerikanen. Uruguay won twintig officiële titels en gaat daarmee alle andere landen ter wereld voor.
Uruguay en Argentinië zijn recordhouder voor wat betreft het aantal onderlinge wedstrijden: sinds 1902 speelden de buurlanden 187 keer tegen elkaar.

## Prestaties op eindrondes

### Wereldkampioenschap
| Wereldkampioenschap voetbal overzicht | Wereldkampioenschap voetbal overzicht | Wereldkampioenschap voetbal overzicht | Wereldkampioenschap voetbal overzicht | Wereldkampioenschap voetbal overzicht | Wereldkampioenschap voetbal overzicht | Wereldkampioenschap voetbal overzicht | Wereldkampioenschap voetbal overzicht | Wereldkampioenschap voetbal overzicht |
| Jaar                                  | Ronde                                 | Wed.                                  | W                                     | G                                     | V                                     | DV                                    | DT                                    | Kwal                                  |
| ------------------------------------- | ------------------------------------- | ------------------------------------- | ------------------------------------- | ------------------------------------- | ------------------------------------- | ------------------------------------- | ------------------------------------- | ------------------------------------- |
| 1930                                  | Winnaar                               | 4                                     | 4                                     | 0                                     | 0                                     | 15                                    | 3                                     |                                       |
| 1934                                  | Geen deelname                         | Geen deelname                         | Geen deelname                         | Geen deelname                         | Geen deelname                         | Geen deelname                         | Geen deelname                         | Geen deelname                         |
| 1938                                  | Geen deelname                         | Geen deelname                         | Geen deelname                         | Geen deelname                         | Geen deelname                         | Geen deelname                         | Geen deelname                         | Geen deelname                         |
| 1950                                  | Winnaar                               | 4                                     | 3                                     | 1                                     | 0                                     | 15                                    | 5                                     | (Kwal.)                               |
| 1954                                  | Vierde                                | 5                                     | 3                                     | 0                                     | 2                                     | 16                                    | 9                                     |                                       |
| 1958                                  | Niet gekwalificeerd                   | Niet gekwalificeerd                   | Niet gekwalificeerd                   | Niet gekwalificeerd                   | Niet gekwalificeerd                   | Niet gekwalificeerd                   | Niet gekwalificeerd                   | Niet gekwalificeerd                   |
| 1962                                  | Groepsfase                            | 3                                     | 1                                     | 0                                     | 2                                     | 4                                     | 6                                     | (Kwal.)                               |
| 1966                                  | Kwartfinale                           | 4                                     | 1                                     | 2                                     | 1                                     | 2                                     | 5                                     | (Kwal.)                               |
| 1970                                  | Vierde                                | 6                                     | 2                                     | 1                                     | 3                                     | 4                                     | 5                                     | (Kwal.)                               |
| 1974                                  | Groepsfase                            | 3                                     | 0                                     | 1                                     | 2                                     | 1                                     | 6                                     | (Kwal.)                               |
| 1978                                  | Niet gekwalificeerd                   | Niet gekwalificeerd                   | Niet gekwalificeerd                   | Niet gekwalificeerd                   | Niet gekwalificeerd                   | Niet gekwalificeerd                   | Niet gekwalificeerd                   | Niet gekwalificeerd                   |
| 1982                                  | Niet gekwalificeerd                   | Niet gekwalificeerd                   | Niet gekwalificeerd                   | Niet gekwalificeerd                   | Niet gekwalificeerd                   | Niet gekwalificeerd                   | Niet gekwalificeerd                   | Niet gekwalificeerd                   |
| 1986                                  | Achtste finale                        | 4                                     | 0                                     | 2                                     | 2                                     | 2                                     | 8                                     | (Kwal.)                               |
| 1990                                  | Achtste finale                        | 4                                     | 1                                     | 1                                     | 2                                     | 2                                     | 5                                     | (Kwal.)                               |
| 1994                                  | Niet gekwalificeerd                   | Niet gekwalificeerd                   | Niet gekwalificeerd                   | Niet gekwalificeerd                   | Niet gekwalificeerd                   | Niet gekwalificeerd                   | Niet gekwalificeerd                   | Niet gekwalificeerd                   |
| 1998                                  | Niet gekwalificeerd                   | Niet gekwalificeerd                   | Niet gekwalificeerd                   | Niet gekwalificeerd                   | Niet gekwalificeerd                   | Niet gekwalificeerd                   | Niet gekwalificeerd                   | Niet gekwalificeerd                   |
| 2002                                  | Groepsfase                            | 3                                     | 0                                     | 2                                     | 1                                     | 4                                     | 5                                     | (Kwal.)                               |
| 2006                                  | Niet gekwalificeerd                   | Niet gekwalificeerd                   | Niet gekwalificeerd                   | Niet gekwalificeerd                   | Niet gekwalificeerd                   | Niet gekwalificeerd                   | Niet gekwalificeerd                   | Niet gekwalificeerd                   |
| 2010                                  | Vierde                                | 7                                     | 3                                     | 2                                     | 2                                     | 11                                    | 8                                     | (Kwal.)                               |
| 2014                                  | Achtste finale                        | 4                                     | 2                                     | 0                                     | 2                                     | 4                                     | 6                                     | (Kwal.)                               |
| 2018                                  | Kwartfinale                           | 5                                     | 4                                     | 0                                     | 1                                     | 7                                     | 3                                     | (Kwal.)                               |
| 2022                                  | Groepsfase                            | 3                                     | 1                                     | 1                                     | 1                                     | 2                                     | 2                                     | (Kwal.)                               |
| 2026                                  | Kwalificatie                          | Kwalificatie                          | Kwalificatie                          | Kwalificatie                          | Kwalificatie                          | Kwalificatie                          | Kwalificatie                          | Kwalificatie                          |
| Totaal                                | 14/22                                 | 59                                    | 25                                    | 13                                    | 21                                    | 89                                    | 76                                    |                                       |

### Confederations Cup
| Confederations Cup overzicht | Confederations Cup overzicht | Confederations Cup overzicht | Confederations Cup overzicht | Confederations Cup overzicht | Confederations Cup overzicht | Confederations Cup overzicht | Confederations Cup overzicht | Confederations Cup overzicht |
| Jaar                         | Ronde                        | Wed.                         | W                            | G                            | V                            | DV                           | DT                           |                              |
| ---------------------------- | ---------------------------- | ---------------------------- | ---------------------------- | ---------------------------- | ---------------------------- | ---------------------------- | ---------------------------- | ---------------------------- |
| 1992                         | Niet gekwalificeerd          | Niet gekwalificeerd          | Niet gekwalificeerd          | Niet gekwalificeerd          | Niet gekwalificeerd          | Niet gekwalificeerd          | Niet gekwalificeerd          |                              |
| 1995                         | Niet gekwalificeerd          | Niet gekwalificeerd          | Niet gekwalificeerd          | Niet gekwalificeerd          | Niet gekwalificeerd          | Niet gekwalificeerd          | Niet gekwalificeerd          |                              |
| 1997                         | Vierde                       | 5                            | 3                            | 0                            | 2                            | 8                            | 6                            |                              |
| 1999                         | Niet gekwalificeerd          | Niet gekwalificeerd          | Niet gekwalificeerd          | Niet gekwalificeerd          | Niet gekwalificeerd          | Niet gekwalificeerd          | Niet gekwalificeerd          |                              |
| 2001                         | Niet gekwalificeerd          | Niet gekwalificeerd          | Niet gekwalificeerd          | Niet gekwalificeerd          | Niet gekwalificeerd          | Niet gekwalificeerd          | Niet gekwalificeerd          |                              |
| 2003                         | Niet gekwalificeerd          | Niet gekwalificeerd          | Niet gekwalificeerd          | Niet gekwalificeerd          | Niet gekwalificeerd          | Niet gekwalificeerd          | Niet gekwalificeerd          |                              |
| 2005                         | Niet gekwalificeerd          | Niet gekwalificeerd          | Niet gekwalificeerd          | Niet gekwalificeerd          | Niet gekwalificeerd          | Niet gekwalificeerd          | Niet gekwalificeerd          |                              |
| 2009                         | Niet gekwalificeerd          | Niet gekwalificeerd          | Niet gekwalificeerd          | Niet gekwalificeerd          | Niet gekwalificeerd          | Niet gekwalificeerd          | Niet gekwalificeerd          |                              |
| 2013                         | Vierde                       | 5                            | 2                            | 1                            | 2                            | 14                           | 7                            |                              |
| Totaal                       | 2/9                          | 10                           | 5                            | 1                            | 4                            | 22                           | 13                           |                              |

| Zuid-Amerikaans kampioenschap overzicht | Zuid-Amerikaans kampioenschap overzicht | Zuid-Amerikaans kampioenschap overzicht | Zuid-Amerikaans kampioenschap overzicht | Zuid-Amerikaans kampioenschap overzicht | Zuid-Amerikaans kampioenschap overzicht | Zuid-Amerikaans kampioenschap overzicht | Zuid-Amerikaans kampioenschap overzicht | Zuid-Amerikaans kampioenschap overzicht |
| Jaar                                    | Ronde                                   | Wed.                                    | W                                       | G                                       | V                                       | DV                                      | DT                                      |                                         |
| --------------------------------------- | --------------------------------------- | --------------------------------------- | --------------------------------------- | --------------------------------------- | --------------------------------------- | --------------------------------------- | --------------------------------------- | --------------------------------------- |
| 1916                                    | Winnaar                                 | 3                                       | 2                                       | 1                                       | 0                                       | 06                                      | 01                                      |                                         |
| 1917                                    | Winnaar                                 | 3                                       | 3                                       | 0                                       | 0                                       | 09                                      | 0                                       |                                         |
| 1919                                    | Tweede                                  | 3                                       | 2                                       | 1                                       | 0                                       | 07                                      | 04                                      |                                         |
| 1920                                    | Winnaar                                 | 3                                       | 2                                       | 1                                       | 0                                       | 09                                      | 02                                      |                                         |
| 1921                                    | Derde                                   | 3                                       | 1                                       | 0                                       | 2                                       | 03                                      | 04                                      |                                         |
| 1922                                    | Derde                                   | 4                                       | 2                                       | 1                                       | 1                                       | 03                                      | 01                                      |                                         |
| 1923                                    | Winnaar                                 | 3                                       | 3                                       | 0                                       | 0                                       | 06                                      | 01                                      |                                         |
| 1924                                    | Winnaar                                 | 3                                       | 2                                       | 1                                       | 0                                       | 08                                      | 01                                      |                                         |
| 1925                                    | Teruggetrokken                          | Teruggetrokken                          | Teruggetrokken                          | Teruggetrokken                          | Teruggetrokken                          | Teruggetrokken                          | Teruggetrokken                          | Teruggetrokken                          |
| 1926                                    | Winnaar                                 | 4                                       | 4                                       | 0                                       | 0                                       | 17                                      | 02                                      |                                         |
| 1927                                    | Tweede                                  | 3                                       | 2                                       | 0                                       | 1                                       | 15                                      | 03                                      |                                         |
| 1929                                    | Derde                                   | 3                                       | 1                                       | 0                                       | 2                                       | 04                                      | 06                                      |                                         |
| 1935                                    | Winnaar                                 | 3                                       | 3                                       | 0                                       | 0                                       | 06                                      | 01                                      |                                         |
| 1937                                    | Derde                                   | 5                                       | 2                                       | 0                                       | 3                                       | 11                                      | 14                                      |                                         |
| 1939                                    | Tweede                                  | 4                                       | 3                                       | 0                                       | 1                                       | 13                                      | 05                                      |                                         |
| 1941                                    | Tweede                                  | 4                                       | 3                                       | 0                                       | 1                                       | 10                                      | 01                                      |                                         |
| 1942                                    | Winnaar                                 | 6                                       | 6                                       | 0                                       | 0                                       | 21                                      | 02                                      |                                         |
| 1945                                    | Vierde                                  | 6                                       | 3                                       | 0                                       | 3                                       | 14                                      | 06                                      |                                         |
| 1946                                    | Vierde                                  | 5                                       | 2                                       | 0                                       | 3                                       | 11                                      | 09                                      |                                         |
| 1947                                    | Derde                                   | 7                                       | 5                                       | 0                                       | 2                                       | 21                                      | 08                                      |                                         |
| 1949                                    | Zesde                                   | 7                                       | 2                                       | 1                                       | 4                                       | 14                                      | 20                                      |                                         |
| 1953                                    | Derde                                   | 6                                       | 3                                       | 1                                       | 2                                       | 15                                      | 06                                      |                                         |
| 1955                                    | Vierde                                  | 5                                       | 2                                       | 1                                       | 2                                       | 12                                      | 12                                      |                                         |
| 1956                                    | Winnaar                                 | 5                                       | 4                                       | 1                                       | 0                                       | 09                                      | 03                                      |                                         |
| 1957                                    | Derde                                   | 6                                       | 4                                       | 0                                       | 2                                       | 15                                      | 12                                      |                                         |
| 1959                                    | Zesde                                   | 6                                       | 2                                       | 0                                       | 4                                       | 15                                      | 14                                      |                                         |
| 1959                                    | Winnaar                                 | 4                                       | 3                                       | 1                                       | 0                                       | 13                                      | 01                                      |                                         |
| 1963                                    | Teruggetrokken                          | Teruggetrokken                          | Teruggetrokken                          | Teruggetrokken                          | Teruggetrokken                          | Teruggetrokken                          | Teruggetrokken                          | Teruggetrokken                          |
| 1967                                    | Winnaar                                 | 5                                       | 4                                       | 1                                       | 0                                       | 13                                      | 02                                      |                                         |
| Totaal                                  | 27/29                                   | 119                                     | 75                                      | 11                                      | 33                                      | 300                                     | 141                                     |                                         |

| Copa América overzicht | Copa América overzicht | Copa América overzicht | Copa América overzicht | Copa América overzicht | Copa América overzicht | Copa América overzicht | Copa América overzicht | Copa América overzicht |
| Jaar                   | Ronde                  | Wed.                   | W                      | G                      | V                      | DV                     | DT                     |                        |
| ---------------------- | ---------------------- | ---------------------- | ---------------------- | ---------------------- | ---------------------- | ---------------------- | ---------------------- | ---------------------- |
| 1975                   | Vierde                 | 2                      | 1                      | 0                      | 1                      | 1                      | 3                      |                        |
| 1979                   | Groepsfase             | 4                      | 1                      | 2                      | 1                      | 5                      | 5                      |                        |
| 1983                   | Winnaar                | 8                      | 5                      | 2                      | 1                      | 12                     | 6                      |                        |
| 1987                   | Winnaar                | 2                      | 2                      | 0                      | 0                      | 2                      | 0                      |                        |
| 1989                   | Tweede                 | 7                      | 4                      | 0                      | 3                      | 11                     | 3                      |                        |
| 1991                   | Groepsfase             | 4                      | 1                      | 3                      | 0                      | 4                      | 3                      |                        |
| 1993                   | Kwartfinale            | 4                      | 1                      | 2                      | 1                      | 5                      | 5                      |                        |
| 1995                   | Winnaar                | 6                      | 4                      | 2                      | 0                      | 11                     | 4                      |                        |
| 1997                   | Groepsfase             | 3                      | 1                      | 0                      | 2                      | 2                      | 2                      |                        |
| 1999                   | Tweede                 | 6                      | 1                      | 2                      | 3                      | 4                      | 9                      |                        |
| 2001                   | Vierde                 | 6                      | 2                      | 2                      | 2                      | 7                      | 7                      |                        |
| 2004                   | Derde                  | 6                      | 3                      | 2                      | 1                      | 12                     | 10                     |                        |
| 2007                   | Vierde                 | 6                      | 2                      | 2                      | 2                      | 8                      | 9                      |                        |
| 2011                   | Winnaar                | 6                      | 3                      | 3                      | 0                      | 9                      | 3                      |                        |
| 2015                   | Kwartfinale            | 4                      | 1                      | 1                      | 2                      | 2                      | 3                      |                        |
| 2016                   | Groepsfase             | 3                      | 1                      | 0                      | 2                      | 4                      | 4                      |                        |
| 2019                   | Kwartfinale            | 4                      | 2                      | 1                      | 1                      | 7                      | 2                      |                        |
| 2021                   | Kwartfinale            | 5                      | 2                      | 2                      | 1                      | 4                      | 2                      |                        |
| 2024                   | Derde                  | 6                      | 3                      | 2                      | 1                      | 11                     | 4                      |                        |
| Totaal                 | 19/19                  | 92                     | 40                     | 28                     | 24                     | 121                    | 84                     |                        |

## FIFA-wereldranglijst[1]
| 1993 | 1994 | 1995 | 1996 | 1997 | 1998 | 1999 | 2000 | 2001 | 2002 | 2003 | 2004 | 2005 | 2006 | 2007 | 2008 | 2009 | 2010 | 2011 | 2012 | 2013 | 2014 | 2015 | 2016 | 2017 | 2018 |
| ---- | ---- | ---- | ---- | ---- | ---- | ---- | ---- | ---- | ---- | ---- | ---- | ---- | ---- | ---- | ---- | ---- | ---- | ---- | ---- | ---- | ---- | ---- | ---- | ---- | ---- |
| 17   | 37   | 32   | 43   | 40   | 76   | 46   | 32   | 22   | 23   | 21   | 16   | 18   | 29   | 28   | 23   | 20   | 7    | 3    | 16   | 6    | 10   | 11   | 9    | 21   | 7    |

## Geschiedenis

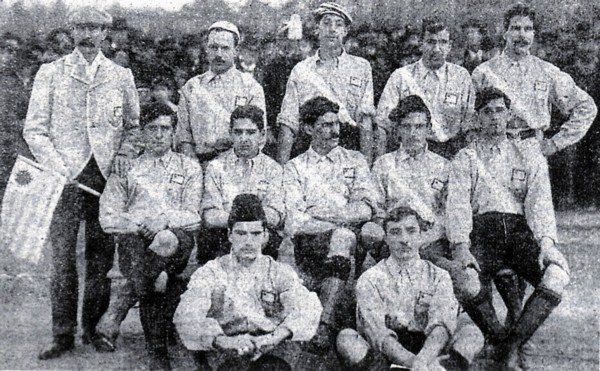
Uruguay voor de eerste officiële wedstrijd tegen Argentinië in juli 1902.

Uruguay begon met enkele vriendschappelijke wedstrijden tegen Argentinië rond 1902. De eerste wedstrijd met een inzet volgde in 1905 toen de Copa Lipton opgericht werd. Een bekerwedstrijd tussen Uruguay en Argentinië die tussen 1905 en 1992 29 keer gespeeld werd, Uruguay won 12 keer. In 1906 volgde de Copa Newton, een gelijkaardig bekercompetitie die 27 keer gespeeld werd tussen 1906 en 1976 en die 10 keer gewonnen werd.
In de beginjaren speelde Uruguay enkel tegen buurland Argentinië. Pas bij de invoering van het Zuid-Amerikaans kampioenschap in 1916 (de latere Copa América), kreeg het team wat meer variatie. De eerste editie werd in Argentinië gespeeld. Uruguay versloeg Chili en Brazilië en speelde daarna gelijk tegen Argentinië en won zo de eerste beker. Isabelino Gradín werd topschutter van het toernooi met drie treffers. Een jaar later was Uruguay zelf organisator. Chili en Brazilië werden beiden met 4-0 aan de kant gezet en tegen Argentinië werd met 1-0 gewonnen. Twee jaar later was Brazilië dan zelf gastheer. Uruguay versloeg Chili en Argentinië en speelde gelijk tegen Brazilië. Omdat zij ook hun vorige wedstrijden gewonnen hadden kwam er een beslissende wedstrijd tussen de twee. Na negentig minuten stond het 0-0 waardoor er verlengingen kwamen, nadat ook hier niet gescoorde werd kwamen er nog eens twee verlengingen. Hierin kon Brazilië eindelijk scoren en won zo de beker, het was meteen ook de langste wedstrijd in de geschiedenis van de Copa América. Een jaar later in Chili werd de vloer aangeveegd met Brazilië en kregen ze een 6-0 pak slaag van hun kleine buurland. Uruguay won dat jaar al voor de derde keer de trofee.
Na een teleurstellende editie in 1921 streed het land een jaar later weer mee voor de titel. Samen met Brazilië en Paraguay, dat een jaar eerder debuteerde, eindigde Uruguay eerste met vijf punten. Er zouden beslissende wedstrijden komen maar Uruguay trok zich hiervoor terug omdat ze protesteerden tegen de Braziliaanse scheidsrechters waardoor Brazilië en Paraguay de finale speelden.
In 1923 was Uruguay zelf gastheer en deze keer had het toernooi een extra inzet, de laureaat werd immers afgevaardigd naar de Olympische Spelen in Parijs. Zowel Paraguay, Brazilië als Argentinië werd bedwongen en Uruguay ging naar Parijs. Met spelers als Héctor Scarone, Ángel Romano, Pedro Cea en Pedro Petrone werden achtereenvolgens Joegoslavië, Verenigde Staten, Frankrijk en Nederland opzijgezet op weg naar de finale. Hierin werd Zwitserland met 3-0 verslagen, waardoor Uruguay de gouden medaille won. Doordat dit de eerste keer was dat landen buiten Europa meededen aan het toernooi op de Spelen werd dit door de FIFA beschouwd als een WK. Later dat jaar won het team in eigen land opnieuw het Zuid-Amerikaans kampioenschap. Nadat het land de editie van 1925 oversloeg, waren ze er in 1926 wel weer bij om andermaal de winnaar te worden. Een jaar later moesten ze tevreden zijn met de tweede plaats.
Op de Olympische Spelen van 1928 in Amsterdam zorgde het team al voor een snelle uitschakeling van het gastland en versloeg daarna ook Duitsland en Italië. In de finale stonden ze oog in oog met buurland Argentinië. De eerste wedstrijd eindigde op een gelijkspel. De replay werd gewonnen waardoor ze zichzelf opvolgden als olympisch kampioen.
Na de olympische titel werd besloten om het allereerste WK twee jaar later in Uruguay te houden. Dat jaar was het honderd jaar geleden dat het land een grondwet kreeg en als tweevoudig olympisch kampioen was het land sowieso een van de toonaangevende landen in de wereld. Het land zette in zijn groep Peru en Roemenië opzij. In de halve finale werd Joegoslavië met 6-1 opzij gezet en zo baande het land zich een weg naar de finale. Argentinië had ook al zijn groepswedstrijden gewonnen en versloeg in de halve finale de Verenigde Staten met dezelfde cijfers als concurrent Uruguay. De finale was dus een heruitgave van de Olympische finale twee jaar eerder. In het Estadio Dorado dat 93.000 onderdak bood die dag scoorde Pablo Dorado al na 12 minuten voor de thuisploeg, maar na goals van Carlos Peucelle en Guillermo Stábile kwamen de Albicelestes op voorsprong. In de tweede helft scoorden de Uruguayanen nog drie keer en wonnen zo met 4-2 de eerste wereldtitel. Alberto Suppici was de trainer van de eerste wereldkampioenen.
Vier jaar later weigerde Uruguay mee te doen aan het WK omdat veel Europese ploegen vanwege de grote afstand in 1930 niet naar Zuid-Amerika waren gekomen. Ook in 1938 was het land niet aanwezig om buurland Argentinië te steunen nadat de FIFA terugkwam op een eerder gemaakte afspraak om het WK te roteren tussen Europa en Zuid-Amerika en het WK voor de tweede keer op rij in Europa doorging.
In 1935 had Uruguay wel nog het Zuid-Amerikaans kampioenschap gewonnen, nadat dit zes jaar stil gelegen had. Na drie keer naast de trofee te grijpen werden ze wel opnieuw kampioen in eigen land in 1942.

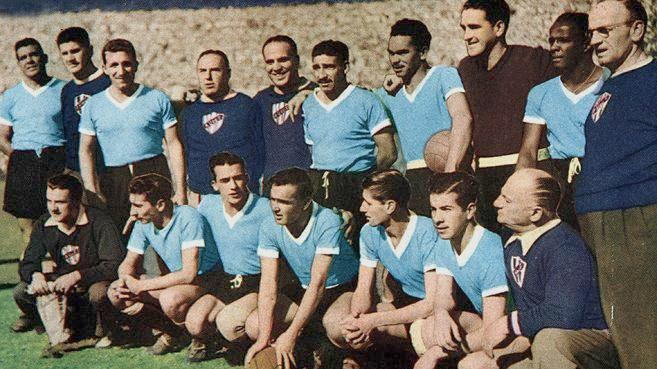
Elftal dat in 1950 wereldkampioen werd.

In 1950 maakten ze opnieuw hun opwachting op het WK in Brazilië. Nadat Schotland en Turkije zich terugtrokken bleef Uruguay in zijn groep enkel met Bolivia over. Uruguay won en stootte door naar de finaleronde met Brazilië, Zweden en Spanje. Brazilië maakte brandhout van Zweden (7-1) en Spanje (6-1), terwijl Uruguay gelijk speelde tegen Spanje en met 3-2 won van Zweden. De laatste groepswedstrijd zou ook de winnaar aanduiden. Brazilië had genoeg aan een gelijkspel in het Maracanã stadion, waar 173.850 toeschouwers samen kwamen. Brazilië kwam voor vroeg in de tweede helft, maar in de 66ste minuut maakte Juan Alberto Schiaffino gelijk en dertien minuten later scoorde Alcides Ghiggia het winnende doelpunt voor de Uruguayanen.
Vier jaar later was het land opnieuw op ramkoers op het WK in Zwitserland en versloeg Tsjecho-Slowakije met 2-0 en Schotland met 7-0. In de kwartfinale werd Engeland nog gewipt maar in de halve finale stopte Hongarije de Uruguyaanse droom en versloeg het team met 4-2 waardoor ze hun eerste nederlaag ooit leden op een WK. In de wedstrijd voor de derde plaats verloren ze nog van Oostenrijk.
Twee jaar later werd de club voor het eerst in veertien jaar nog eens Zuid-Amerikaans kampioen. Tijdens de kwalificatie voor het WK in Zweden liep het dan echter mis voor het land. In een groep met Paraguay en Colombia kon het land slechts tweede worden en kreeg zelfs een 5-0 draai om de oren van de Paraguyanen waardoor Uruguay zich voor het eerst niet kwalificeerde voor een WK. De jaren vijftig werden beëindigd met een nieuwe Zuid-Amerikaanse titel, Mario Ludovivo Bergara scoorde vier keer.
Bij de kwalificatie voor het WK in Chili konden ze zich tegen Bolivia opnieuw plaatsen. Het WK startte goed met een 2-1 zege tegen Colombia, maar tegen Joegoslavië en de Sovjet-Unie verloor het land waardoor ze voor het eerst in de groepsfase uitgeschakeld werden. Vier jaar later plaatste het land zich probleemloos voor het WK in Engeland. Tegen Engeland en Mexico speelden ze 0-0 gelijk en tegen Frankrijk werd gewonnen waardoor ze naar de tweede ronde gingen. Hier verloren ze met 4-0 van West-Duitsland. Een jaar later werden ze in eigen huis opnieuw Zuid-Amerikaans kampioen.
Op het WK 1970 in Mexico ging het land maar nipt naar de tweede ronde. Ze wonnen van Israël en speelden gelijk tegen Italië, maar tegen Zweden werd verloren waardoor beide landen evenveel punten telden, echter ging Uruguay door wegens een beter doelsaldo. In de kwartfinale werd de Sovjet-Unie uitgeschakeld, maar de Brazilianen stopten La Celeste in de halve finale met 3-1. Vier jaar later WK in West-Duitsland werden ze troosteloos laatste in een groep met Nederland, Bulgarije en Zweden.

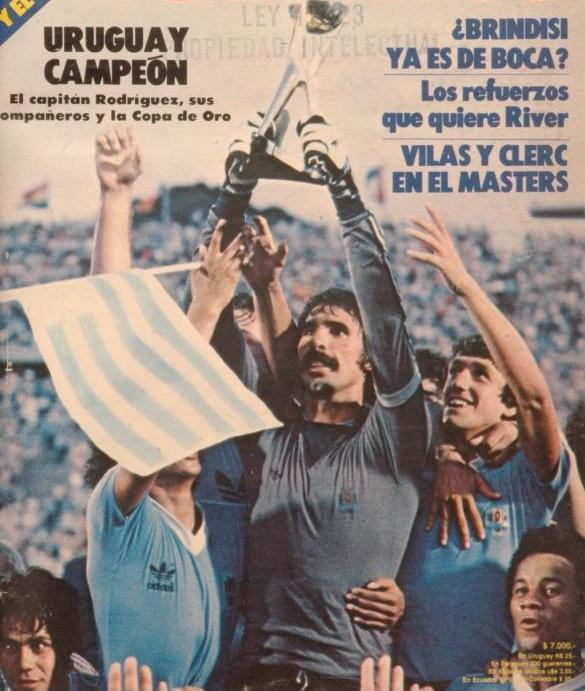
Uruguay triomfeert op Mundialito

De hoogdagen van het land waren stilaan voorbij. In 1975 bereikte de club nog de halve finale van de Copa América, maar vier jaar later eindigde het avontuur in de eerste ronde. In 1978 konden ze zelfs niet plaatsen voor het WK in buurland Argentinië en moest zijn plaats afstaan aan Bolivia. Eind 1980 organiseerde de FIFA in Uruguay een mini-WK, een soort jubileum ter ere van het 50-jarig bestaan, in Spaanstalige landen Mundialito genoemd. De zes wereldkampioenen van de voorbije vijftig jaar werden uitgenodigd en nadat Engeland afzegde ook Nederland. Uruguay won in de groepsfase van Nederland en Italië en speelde de finale tegen Brazilië en won met 2-1 na goals van Jorge Barrios en Waldemar Victorino.
Na weer een gemist WK in 1982 kreeg het land een kleine heropleving door in 1983 en 1987 de Copa América te winnen en in 1989 tweede te worden. In 1986 kwalificeerde het land zich ook voor het WK in Mexico. In de eerste wedstrijd speelde het land gelijk tegen West-Duitsland, maar kreeg dan een 6-1 pandoering van Denemarken. Na nog een gelijkspel tegen Schotland mocht Uruguay toch naar de tweede ronde als vierde beste derde. Hier trof het land de buur Argentinië en ging met 1-0 de boot in.
In 1990 kwalificeerde Uruguay zich dankzij een beter doelsaldo van Bolivia voor het WK in Italië. Na een gelijkspel tegen Spanje en een nederlaag tegen België wonnen ze van Zuid-Korea en ging opnieuw als vierde beste derde naar de tweede ronde, ze gastland Italië troffen. De Italianen wonnen met 2-0.
De rest van de jaren negentig waren een mindere periode. In 1994 hield Bolivia hen van het WK. Vanaf 1998 was er geen groepsverdeling meer maar was er één grote groep waar Uruguay slechts zevende werd. Buiten nog een Copa América in 1995 waren er weinig hoogtepunten in deze periode.
In 2002 werd het land vijfde in de kwalificatie en moest een barrage spelen tegen de winnaar van Oceanië, Australië. In Australië verloren ze met 1-0, maar thuis won Uruguay met 3-0 en mocht zo na twaalf jaar terug naar het WK. In een groep met Denemarken, Senegal en regerend kampioen Frankrijk werden ze derde, nog voor Frankrijk en waren hiermee uitgeschakeld. In 2006 stonden ze opnieuw tegenover Australië voor een WK-ticket. Beide wedstrijden eindigden op 1-0 waardoor een strafschoppenreeks de deelnemer bepaalde. Deze keer trok Australië aan het langste eind.
In 2010 moesten ze niet langer tegen een team uit Oceanië spelen, maar tegen de CONCACAF. Er werd gewonnen tegen Costa Rica waardoor ze naar het WK in Zuid-Afrika mochten. Hier stond een gouden generatie op het plein met spelers als Luis Suárez en de oudgediende Diego Forlán. Uruguay werd groepswinnaar voor Mexico, Zuid-Afrika en Frankrijk en versloeg dan Zuid-Korea en Ghana. In de halve finale werden ze gestopt door de Nederlanders. In de troosting verloren ze met 2-3 van Duitsland. Het was de beste prestatie in veertig jaar en een jaar later wonnen ze de Copa América opnieuw.
Ook in 2014 kwalificeerde het team zich, opnieuw door als vijfde te eindigen in de Zuid-Amerikaanse rangschikking. Nu werd in de intercontinentale play-off gewonnen van Jordanië. In een zware groep met ex-wereldkampioenen Engeland, Italië en het kleine broertje Costa Rica leek het op voorhand dat de drie voormalige kampioenen zouden strijden om de twee eerste plaatsen. Luis Suárez was nog steeds geblesseerd in de eerste wedstrijd en Costa Rica won met 3-1. In de tweede wedstrijd was Suárez weer fit en knikkerde hij met twee goals Engeland uit het toernooi. In de laatste wedstrijd beet Suárez de Italiaan Giorgio Chiellini in diens schouder na een opwelling. Het was niet de eerste keer dat Suárez iemand beet. Kort daarna scoorde Diego Godín de winnende goal, waardoor Uruguay tweede werd achter Costa Rica. Suárez kreeg een zware straf van de FIFA en werd uit het toernooit gezet en enkele maanden geschorst. In de tweede ronde verloor Uruguay met 2-0 van Colombia.
Vier jaar later was Uruguay onder leiding van bondscoach Óscar Tabárez opnieuw van de partij bij de WK-eindronde in Rusland na in de CONMEBOL-kwalificatiegroep als tweede te zijn geëindigd achter Brazilië, met tien punten achterstand. In groep A won Tabárez' ploeg van achtereenvolgens Egypte (1-0), Saoedi-Arabië (1-0) en gastland Rusland (3-0), waardoor het onbedreigd als eerste eindigde. In de achtste finales was Uruguay vervolgens met 2-1 te sterk voor Europees kampioen Portugal, dankzij twee treffers van aanvaller Edinson Cavani. Frankrijk, twee jaar eerder de verliezend EK-finalist, maakte in de kwartfinale een einde aan de Uruguayaanse zegetocht: 2-0. Cavani ontbrak in dat laatste duel vanwege een hamstringblessure, die hij had opgelopen in de wedstrijd tegen Portugal.

## Tenue
Tussen 1901 en 1910 gebruikte Uruguay meerdere shirts. Op 10 april 1910 versloeg het Uruguayaanse River Plate FC de Argentijnse topclub Alumni Athletic met 2-1. Het was de eerste keer dat een Uruguayaans elftal van Alumni kon winnen. Normaal speelde River Plate in een rood-wit gestreept shirt maar omdat dit te veel leek op dat van Alumni koos de club voor een lichtblauw-wit gestreept. Ricardo LeBas stelde dit shirt dan voor als het nationale shirt voor Uruguay als eerbetoon aan de overwinning van River Plate.
| 1901 (a)   | 1901–1910 (b)       | 1901–10 (b) | 1901–10 (b) | 1901–10 (b)(c) | 1901–10 (b) |
| 1910–heden | 1935-2010 (uit) (d) |             |             |                |             |

- (a) Tenue Albion FC.
- (b) Tot 1910 werden diverse shirts gebruikt.
- (c) Gebaseerd op de vlag van Artigas.
- (d) Uit-shirt

## Bondscoaches
- Sinds 1970

| Naam                         | Periode      |
| ---------------------------- | ------------ |
| Hugo Bagnulo                 | 1970 - 1973  |
| Roberto Porta                | 1974         |
| Juan Schiaffino              | 1974 - 1975  |
| José María Rodríguez         | 1975 - 1976  |
| Juan Hohberg                 | 1977         |
| Raúl Bentancor               | 1977 - 1979  |
| Roque Máspoli                | 1979 - 1982  |
| Omar Borrás                  | 1982 - 1986  |
| Roberto Fleitas              | 1987         |
| Óscar Tabárez                | 1988 - 1990  |
| Pedro Ramón Cubilla          | 1991         |
| Luis Cubilla                 | 1991 - 1993  |
| Roberto Fleitas Ildo Maneiro | 1993         |
| Héctor Núñez                 | 1994 - 1996  |
| Juan Ahuntchaín              | 1996 - 1996  |
| Roque Máspoli                | 1997 - 1998  |
| Víctor Púa                   | 1998 - 1999  |
| Daniel Passarella            | 2000 - 2001  |
| Víctor Púa                   | 2001 - 2002  |
| Jorge da Silva               | 2002         |
| Gustavo Ferrín               | 2002         |
| Juan Ramón Carrasco          | 2003 - 2004  |
| Jorge Fossati                | 2004 - 2005  |
| Óscar Tabárez                | 2006 - 2021  |
| Diego Alonso                 | 2021 - 2023  |
| Marcelo Broli                | 2023         |
| Marcelo Bielsa               | 2023 - heden |

## Spelersrecords

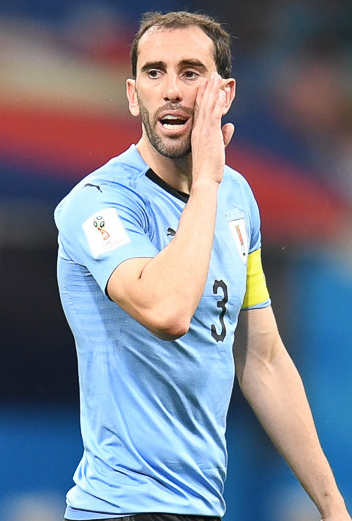
Diego Godín heeft de meeste interlands gespeeld voor Uruguay

### Meeste interlands
|    | Naam               | Carrière  | Interlands | Doelpunten |
| -- | ------------------ | --------- | ---------- | ---------- |
| 1  | Diego Godín        | 2005–2022 | 161        | 8          |
| 2  | Luis Suárez        | 2007–2024 | 143        | 69         |
| 3  | Edinson Cavani     | 2008–2022 | 136        | 58         |
| 4  | Fernando Muslera   | 2009–2022 | 133        | 0          |
| 5  | Maxi Pereira       | 2005–2018 | 125        | 3          |
| 6  | Martín Cáceres     | 2007–2022 | 116        | 4          |
| 7  | Diego Forlán       | 2002–2014 | 112        | 36         |
| 8  | Cristian Rodríguez | 2003–2018 | 110        | 11         |
| 9  | Diego Lugano       | 2003–2014 | 95         | 9          |
| 10 | Egidio Arévalo     | 2006–2017 | 90         | 0          |

Laatst bijgewerkt: 8 september 2024

### Meeste doelpunten

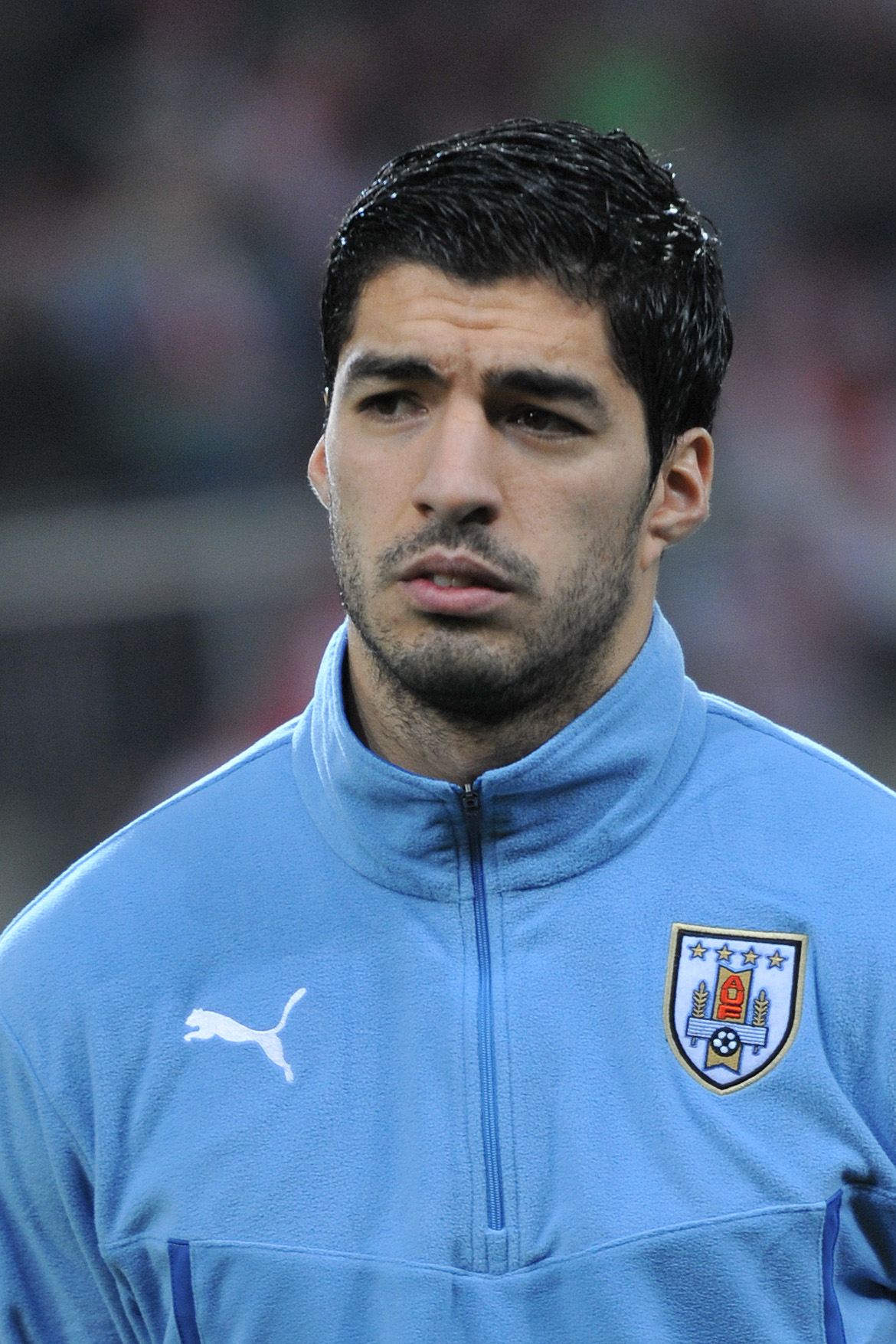
Luis Suárez maakte voor Uruguay de meeste doelpunten

|   | Naam            | Carrière  | Doelpunten | Interlands | per wedstrijd |
| - | --------------- | --------- | ---------- | ---------- | ------------- |
| 1 | Luis Suárez     | 2007–2024 | 69         | 143        | 0,48          |
| 2 | Edinson Cavani  | 2008–2022 | 58         | 136        | 0,43          |
| 3 | Diego Forlán    | 2002–2014 | 36         | 112        | 0,32          |
| 4 | Héctor Scarone  | 1917–1930 | 31         | 52         | 0,60          |
| 5 | Ángel Romano    | 1911–1927 | 28         | 69         | 0,41          |
| 6 | Óscar Míguez    | 1950–1958 | 27         | 39         | 0,69          |
| 7 | Sebastián Abreu | 1996–2012 | 26         | 70         | 0,37          |
| 8 | Pedro Petrone   | 1924–1930 | 24         | 29         | 0,83          |
| 9 | Fernando Morena | 1971–1983 | 22         | 53         | 0,42          |
| 9 | Carlos Aguilera | 1983–1997 | 22         | 64         | 0,34          |

Laatst bijgewerkt: 8 september 2024

## Huidige selectie
De volgende spelers werden opgeroepen voor de Copa América 2024.
Interlands en doelpunten bijgewerkt tot en met de halve finale van de Copa America tegen  Colombia.
| №           | Naam                   | Wed. | Dlpnt. | Club                 |
| ----------- | ---------------------- | ---- | ------ | -------------------- |
| Doel        |                        |      |        |                      |
| 1           | Sergio Rochet          | 24   | 0      | Internacional        |
| 23          | Santiago Mele          | 4    | 0      | Atlético Junior      |
| 12          | Franco Israel          | 2    | 0      | Sporting CP          |
| Verdediging |                        |      |        |                      |
| 2           | José Giménez           | 88   | 8      | Atlético Madrid      |
| 17          | Matías Viña            | 40   | 1      | Flamengo             |
| 16          | Mathías Olivera        | 23   | 2      | Napoli               |
| 4           | Ronald Araújo          | 20   | 1      | FC Barcelona         |
| 13          | Guillermo Varela       | 17   | 0      | Flamengo             |
| 3           | Sebastián Cáceres      | 16   | 0      | América              |
| 27          | Lucas Olaza            | 4    | 0      | Krasdonar            |
| 24          | Nicolás Marichal       | 1    | 0      | Dinamo Moskou        |
| Middenveld  |                        |      |        |                      |
| 6           | Rodrigo Bentancur      | 64   | 2      | Tottenham Hotspur    |
| 15          | Federico Valverde      | 61   | 7      | Real Madrid          |
| 8           | Nahitan Nández         | 60   | 0      | Cagliari             |
| 10          | Giorgian De Arrascaeta | 50   | 10     | Flamengo             |
| 7           | Nicolás de la Cruz     | 31   | 5      | Flamengo             |
| 20          | Manuel Ugarte          | 21   | 0      | Paris Saint-Germain  |
| 25          | Maximilian Araujo      | 13   | 3      | Toluca               |
| 21          | Emiliano Martínez      | 2    | 0      | FC Midtjylland       |
| Aanval      |                        |      |        |                      |
| 9           | Luis Suárez            | 141  | 68     | Inter Miami          |
| 19          | Darwin Núñez           | 28   | 13     | Liverpool            |
| 11          | Facundo Pellistri      | 25   | 2      | Manchester United    |
| 18          | Brian Rodríguez        | 23   | 4      | América              |
| 14          | Agustín Canobbio       | 13   | 1      | Athletico Paranaense |
| 25          | Cristian Olivera       | 6    | 0      | Los Angeles          |
| 26          | Brian Ocampo           | 1    | 0      | Cádiz                |

## Selecties

### Wereldkampioenschap
| Doel        |                      |    |   |                        |  |
| 1           | Fernando Álvez       | 15 | 0 | CA Peñarol             |  |
| 12          | Eduardo Pereira      |    |   | CA Independiente       |  |
| 22          | Adolfo Zeoli         |    |   | CD Tenerife            |  |
| Verdediging |                      |    |   |                        |  |
| 2           | Nelson Gutiérrez     |    |   | Hellas Verona          |  |
| 3           | Hugo de León         |    |   | CA River Plate         |  |
| 4           | José Herrera         |    |   | UE Figueres            |  |
| 6           | Alfonso Dominguez    |    |   | CA Peñarol             |  |
| 13          | Daniel Revélez       |    |   | Club Nacional          |  |
| 14          | José Pintos Saldanha |    |   | Club Nacional          |  |
| Middenveld  |                      |    |   |                        |  |
| 5           | José Perdomo         |    |   | Genoa CFC              |  |
| 8           | Santiago Ostolaza    |    |   | Cruz Azul              |  |
| 15          | Carlos Correa        |    |   | CA Peñarol             |  |
| 16          | Pablo Bengoechea     |    |   | Sevilla FC             |  |
| 20          | Ruben Pereira        |    |   | CA Independiente       |  |
| 21          | William Castro       |    |   | Club Nacional          |  |
| Aanval      |                      |    |   |                        |  |
| 7           | Antonio Alzamendi    |    |   | CD Logroñés            |  |
| 9           | Enzo Francescoli     |    |   | Olympique Marseille    |  |
| 10          | Ruben Paz            |    |   | Genoa CFC              |  |
| 11          | Rubén Sosa           |    |   | Lazio Roma             |  |
| 17          | Sergio Martínez      |    |   | Defensor Sporting Club |  |
| 18          | Carlos Aguilera      |    |   | Genoa CFC              |  |
| 19          | Daniel Fonseca       |    |   | Club Nacional          |  |

| Doel        |                       |  |  |                   |
| 1           | Fabian Carini         |  |  | Juventus          |
| 12          | Gustavo Munúa         |  |  | Club Nacional     |
| 23          | Federico Elduayen     |  |  | CA Peñarol        |
| Verdediging |                       |  |  |                   |
| 2           | Gustavo Mendez        |  |  | Club Nacional     |
| 3           | Daniel Lembo          |  |  | Club Nacional     |
| 4           | Paolo Montero         |  |  | Juventus          |
| 6           | Dario Rodríguez       |  |  | CA Peñarol        |
| 14          | Gonzalo Sorondo       |  |  | Internazionale    |
| 19          | Joe Bizera            |  |  | CA Peñarol        |
| Middenveld  |                       |  |  |                   |
| 5           | Pablo Gabriel García  |  |  | AC Venezia        |
| 7           | Gianni Guigou         |  |  | AS Roma           |
| 8           | Gustavo Varela        |  |  | Club Nacional     |
| 10          | Fabian O'Neill        |  |  | AC Perugia        |
| 15          | Nicolás Olivera       |  |  | Sevilla FC        |
| 16          | Marcelo Romero        |  |  | Málaga CF         |
| 17          | Mario Regueiro        |  |  | Racing Santander  |
| 22          | Gonzalo de los Santos |  |  | Valencia CF       |
| Aanval      |                       |  |  |                   |
| 9           | Darío Silva           |  |  | Málaga CF         |
| 11          | Federico Magallanes   |  |  | AC Venezia        |
| 13          | Sebastián Abreu       |  |  | Cruz Azul         |
| 18          | Richard Morales       |  |  | Club Nacional     |
| 20          | Álvaro Recoba         |  |  | Internazionale    |
| 21          | Diego Forlán          |  |  | Manchester United |

| Doel        |                         |  |  |                        |
| 1           | Fernando Muslera        |  |  | Lazio Roma             |
| 12          | Juan Guillermo Castillo |  |  | Deportivo Cali         |
| 23          | Martín Silva            |  |  | Defensor Sporting Club |
| Verdediging |                         |  |  |                        |
| 2           | Diego Lugano            |  |  | Fenerbahçe SK          |
| 3           | Diego Godín             |  |  | Villarreal CF          |
| 4           | Jorge Fucile            |  |  | FC Porto               |
| 6           | Mauricio Victorino      |  |  | Universidad de Chile   |
| 16          | Maximiliano Pereira     |  |  | Benfica                |
| 19          | Andrés Scotti           |  |  | CSD Colo-Colo          |
| 22          | Martín Cáceres          |  |  | Juventus               |
| Middenveld  |                         |  |  |                        |
| 5           | Walter Gargano          |  |  | SSC Napoli             |
| 8           | Sebastián Eguren        |  |  | AIK Solna              |
| 11          | Álvaro Pereira          |  |  | FC Porto               |
| 14          | Nicolás Lodeiro         |  |  | Ajax Amsterdam         |
| 15          | Diego Pérez             |  |  | AS Monaco              |
| 17          | Egidio Arévalo          |  |  | CA Peñarol             |
| 18          | Ignacio González        |  |  | Valencia CF            |
| 20          | Álvaro Fernández        |  |  | Universidad de Chile   |
| Aanval      |                         |  |  |                        |
| 7           | Edinson Cavani          |  |  | US Palermo             |
| 9           | Luis Suárez             |  |  | Ajax Amsterdam         |
| 10          | Diego Forlán            |  |  | Atlético Madrid        |
| 13          | Sebastián Abreu         |  |  | Botafogo FR            |
| 21          | Sebastián Fernández     |  |  | CA Banfield            |

| Doel        |                     |  |  |                      |
| 1           | Fernando Muslera    |  |  | Galatasaray          |
| 12          | Rodrigo Muñoz       |  |  | Club Libertad        |
| 23          | Martín Silva        |  |  | Vasco da Gama        |
| Verdediging |                     |  |  |                      |
| 2           | Diego Lugano        |  |  | West Bromwich Albion |
| 3           | Diego Godín         |  |  | Atlético Madrid      |
| 4           | Jorge Fucile        |  |  | FC Porto             |
| 13          | José María Giménez  |  |  | Atlético Madrid      |
| 16          | Maximiliano Pereira |  |  | SL Benfica           |
| 19          | Sebastián Coates    |  |  | Liverpool            |
| 22          | Martín Cáceres      |  |  | Juventus             |
| Middenveld  |                     |  |  |                      |
| 5           | Walter Gargano      |  |  | Parma                |
| 6           | Álvaro Pereira      |  |  | São Paulo            |
| 7           | Cristian Rodríguez  |  |  | Atlético Madrid      |
| 14          | Nicolás Lodeiro     |  |  | Botafogo             |
| 15          | Diego Pérez         |  |  | Bologna              |
| 17          | Egidio Arévalo      |  |  | Monarcas Morelia     |
| 18          | Gastón Ramírez      |  |  | Southampton          |
| 20          | Álvaro González     |  |  | Lazio Roma           |
| Aanval      |                     |  |  |                      |
| 8           | Abel Hernández      |  |  | US Palermo           |
| 9           | Luis Suárez         |  |  | Liverpool            |
| 10          | Diego Forlán        |  |  | Cerezo Osaka         |
| 11          | Christian Stuani    |  |  | RCD Espanyol         |
| 21          | Edinson Cavani      |  |  | Paris Saint-Germain  |

| Doel        |                        |     |    |                     |
| 1           | Fernando Muslera       | 100 | 0  | Galatasaray         |
| 12          | Martín Campaña         | 1   | 0  | Independiente       |
| 23          | Martín Silva           | 11  | 0  | Vasco da Gama       |
| Verdediging |                        |     |    |                     |
| 2           | José María Giménez     | 44  | 6  | Atlético Madrid     |
| 3           | Diego Godín            | 120 | 8  | Atlético Madrid     |
| 4           | Guillermo Varela       | 5   | 0  | CA Peñarol          |
| 13          | Gastón Silva           | 17  | 0  | Independiente       |
| 16          | Maxi Pereira           | 125 | 3  | FC Porto            |
| 19          | Sebastián Coates       | 31  | 1  | Sporting Lissabon   |
| 22          | Martín Cáceres         | 79  | 4  | Lazio               |
| Middenveld  |                        |     |    |                     |
| 5           | Carlos Sánchez         | 37  | 1  | CF Monterrey        |
| 6           | Rodrigo Bentancur      | 10  | 0  | Juventus            |
| 7           | Cristian Rodríguez     | 107 | 11 | CA Peñarol          |
| 8           | Nahitan Nández         | 15  | 0  | Boca Juniors        |
| 10          | Giorgian De Arrascaeta | 16  | 2  | Cruzeiro            |
| 14          | Lucas Torreira         | 6   | 0  | Sampdoria           |
| 15          | Matías Vecino          | 25  | 1  | Internazionale      |
| 17          | Diego Laxalt           | 8   | 0  | Genoa               |
| Aanval      |                        |     |    |                     |
| 9           | Luis Suárez            | 101 | 53 | Barcelona           |
| 11          | Cristhian Stuani       | 41  | 5  | Girona FC           |
| 18          | Maximiliano Gómez      | 6   | 0  | Celta de Vigo       |
| 20          | Jonathan Urretaviscaya | 4   | 0  | CF Monterrey        |
| 21          | Edinson Cavani         | 104 | 43 | Paris Saint-Germain |

### Copa América
| Doel        |                       |    |   |                         |
| 1           | Robert Siboldi        |    |   | Cruz Azul               |
| 12          | Óscar Ferro           |    |   | CA Peñarol              |
| Verdediging |                       |    |   |                         |
| 2           | Daniel Sánchez        | 20 | 0 | Danubio                 |
| 3           | Fernando Kanapkis     | 11 | 3 | Club Deportivo Mandiyú  |
| 4           | Guillermo Sanguinetti |    |   | Gimnasia y Esgrima      |
| 6           | Cecilio de los Santos |    |   | Club América            |
| 13          | Héctor Rodríguez      |    |   | Defensor Sporting       |
| 14          | Eber Moas             |    |   | CA Independiente        |
| 15          | Nelson Cabrera        |    |   | Estudiantes de La Plata |
| 20          | José Oscar Herrera    |    |   | Cagliari Calcio         |
| Middenveld  |                       |    |   |                         |
| 5           | Santiago Ostolaza     |    |   | Gimnasia y Esgrima      |
| 8           | Héctor Morán          |    |   | Club Deportivo Mandiyú  |
| 9           | Hugo Guerra           |    |   | Gimnasia y Esgrima      |
| 10          | Marcelo Saralegui     |    |   | Torino FC               |
| 11          | Adrián Paz            |    |   | Estudiantes de La Plata |
| 16          | Álvaro Gutiérrez      |    |   | Club Nacional           |
| 17          | Jorge Barrios         |    |   | Montevideo Wanderers    |
| 19          | Fabian O'Neil         |    |   | Club Nacional           |
| Aanval      |                       |    |   |                         |
| 7           | Walter Pelletti       |    |   | CA Huracán              |
| 18          | Rubén da Silva        |    |   | CA River Plate          |
| 21          | Enzo Francéscoli      |    |   | Cagliari Calcio         |
| 22          | Rubén Sosa            |    |   | Internazionale          |

| Doel        |                        |     |    |                      |
| 1           | Fernando Muslera       | 72  | 0  | Galatasaray          |
| 12          | Rodrigo Muñoz          | 0   | 0  | Libertad             |
| 23          | Martín Silva           | 6   | 0  | Vasco da Gama        |
| Verdediging |                        |     |    |                      |
| 2           | José María Giménez     | 21  | 3  | Atlético Madrid      |
| 3           | Diego Godín            | 91  | 4  | Atlético Madrid      |
| 4           | Jorge Fucile           | 44  | 0  | Nacional             |
| 5           | Mathías Corujo         | 7   | 0  | Universidad de Chile |
| 6           | Álvaro Pereira         | 70  | 6  | Estudiantes          |
| 13          | Sebastián Coates       | 17  | 1  | Sunderland           |
| 16          | Maximiliano Pereira    | 105 | 3  | Benfica              |
| 18          | Gastón Silva           | 1   | 0  | Torino               |
| Middenveld  |                        |     |    |                      |
| 7           | Cristian Rodríguez     | 88  | 9  | Atlético Madrid      |
| 10          | Giorgian De Arrascaeta | 6   | 1  | Cruzeiro             |
| 14          | Nicolás Lodeiro        | 39  | 3  | Boca Juniors         |
| 15          | Guzmán Pereira         | 3   | 0  | Universidad de Chile |
| 17          | Egidio Arévalo         | 71  | 0  | UANL                 |
| 19          | Carlos Sánchez         | 8   | 0  | River Plate          |
| 20          | Álvaro González        | 55  | 3  | Torino               |
| Aanval      |                        |     |    |                      |
| 8           | Abel Hernández         | 22  | 9  | Hull City            |
| 9           | Diego Rolán            | 11  | 2  | Bordeaux             |
| 11          | Christian Stuani       | 22  | 4  | Espanyol             |
| 21          | Edinson Cavani         | 76  | 27 | Paris Saint-Germain  |
| 22          | Jonathan Rodríguez     | 7   | 1  | Benfica              |

### FIFA Confederations Cup
| Doel        |                       |  |  |                    |
| 1           | Carlos Nicola         |  |  | Club Nacional      |
| 12          | Claudio Flores        |  |  | CA Peñarol         |
| Verdediging |                       |  |  |                    |
| 2           | Diego López           |  |  | Racing Santander   |
| 3           | Paolo Montero         |  |  | Juventus           |
| 4           | Gustavo Mendez        |  |  | Vicenza            |
| 6           | Edgardo Adinolfi      |  |  | CA Peñarol         |
| 13          | Pablo Hernández       |  |  | UANL Tigres        |
| 15          | Carlos Díaz           |  |  | Defensor Sporting  |
| 18          | Martín Rivas          |  |  | Danubio            |
| Middenveld  |                       |  |  |                    |
| 5           | Gonzalo de los Santos |  |  | UD Mérida          |
| 7           | Pablo García          |  |  | Atlético Madrid B  |
| 8           | Liber Vespa           |  |  | Argentinos Juniors |
| 14          | Christian Callejas    |  |  | Danubio            |
| 16          | César Pellegrín       |  |  | Juventus           |
| 17          | Walter Coelho         |  |  | Club Nacional      |
| Aanval      |                       |  |  |                    |
| 9           | Marcelo Zalayeta      |  |  | CA Peñarol         |
| 10          | Nicolás Olivera       |  |  | Valencia           |
| 11          | Darío Silva           |  |  | Cagliari           |
| 19          | Antonio Pacheco       |  |  | CA Peñarol         |
| 20          | Álvaro Recoba         |  |  | Internazionale     |

| Doel        |                         |    |    |                 |
| 1           | Fernando Muslera        | 44 | 0  | Galatasaray     |
| 12          | Juan Guillermo Castillo | 13 | 0  | Danubio FC      |
| 23          | Martín Silva            | 1  | 0  | Club Olimpia    |
| Verdediging |                         |    |    |                 |
| 2           | Diego Lugano            | 79 | 8  | Málaga CF       |
| 3           | Diego Godín             | 64 | 3  | Atlético Madrid |
| 4           | Sebastián Coates        | 9  | 1  | Liverpool FC    |
| 13          | Matías Aguirregaray     | 3  | 0  | CA Peñarol      |
| 16          | Maxi Pereira            | 74 | 2  | SL Benfica      |
| 19          | Andrés Scotti           | 37 | 1  | Nacional        |
| Middenveld  |                         |    |    |                 |
| 5           | Walter Gargano          | 50 | 1  | Internazionale  |
| 6           | Álvaro Pereira          | 47 | 5  | Internazionale  |
| 7           | Cristian Rodríguez      | 57 | 6  | Atlético Madrid |
| 8           | Sebastián Eguren        | 50 | 7  | Club Libertad   |
| 14          | Nicolás Lodeiro         | 17 | 1  | Botafogo        |
| 15          | Diego Pérez             | 82 | 1  | Bologna         |
| 17          | Egidio Arévalo          | 42 | 0  | US Palermo      |
| 20          | Álvaro González         | 33 | 1  | SS Lazio        |
| Aanval      |                         |    |    |                 |
| 9           | Luis Suárez             | 63 | 31 | Liverpool FC    |
| 10          | Diego Forlán            | 96 | 33 | Internacional   |
| 11          | Abel Hernández          | 8  | 3  | US Palermo      |
| 18          | Gastón Ramírez          | 16 | 0  | Southampton FC  |
| 21          | Edinson Cavani          | 48 | 13 | SSC Napoli      |

## Bekende spelers
AUF · A-internationals · Selecties · Bondscoaches · Uruguayaans vrouwenelftal · Olympisch elftal · Uruguay U21 · Uruguay U20 · Uruguay U19 · Uruguay U18 · Uruguay U17
1900 – 1909 ·
1910 – 1919 ·
1920 – 1929 ·
1930 – 1939 ·
1940 – 1949 ·
1950 – 1959 ·
1960 – 1969 ·
1970 – 1979 ·
1980 – 1989 ·
1990 – 1999 ·
2000 – 2009 ·
2010 – 2019 ·
2020 – 2029
WK 1930 · 
WK 1950 · 
WK 1954 · 
WK 1962 · 
WK 1966 · 
WK 1970 ·
WK 1974 · 
WK 1986 · 
WK 1990 · 
WK 2002 · 
WK 2010 · 
WK 2014 · 
WK 2018
OS 1924 · 
OS 1928 ·
OS 2012
1902 · 
1903 · 
1904 · 
1905 · 
1906 · 
1907 · 
1908 · 
1909 ·
1910 · 
1911 · 
1912 · 
1913 · 
1914 · 
1915 · 
1916 · 
1917 · 
1918 · 
1919 ·
1920 · 
1921 · 
1922 · 
1923 · 
1924 · 
1925 · 
1926 · 
1927 · 
1928 · 
1929 ·
1930 · 
1931 · 
1932 · 
1933 · 
1934 · 
1935 · 
1936 · 
1937 · 
1938 · 
1939 ·
1940 · 
1941 · 
1942 · 
1943 · 
1944 · 
1945 · 
1946 · 
1947 · 
1948 · 
1949 ·
1950 · 
1951 · 
1952 · 
1953 · 
1954 · 
1955 · 
1956 · 
1957 · 
1958 · 
1959 ·
1960 · 
1961 · 
1962 · 
1963 · 
1964 · 
1965 · 
1966 · 
1967 · 
1968 · 
1969 ·
1970 · 
1971 · 
1972 · 
1973 · 
1974 · 
1975 · 
1976 · 
1977 · 
1978 · 
1979 ·
1980 · 
1981 · 
1982 · 
1983 · 
1984 · 
1985 · 
1986 · 
1987 · 
1988 · 
1989 ·
1990 ·
1991 · 
1992 · 
1993 · 
1994 · 
1995 · 
1996 · 
1997 · 
1998 · 
1999 · 
2000 · 
2001 · 
2002 · 
2003 · 
2004 · 
2005 · 
2006 · 
2007 · 
2008 · 
2009 · 
2010 · 
2011 · 
2012 · 
2013 · 
2014 · 
2015 · 
2016 ·
2017 ·
2018 ·
2019 ·
2020 ·
2021 ·
2022 ·
2023 ·
2024
Algerije ·
Angola ·
Argentinië ·
Australië ·
België ·
Bolivia ·
Brazilië ·
Bulgarije ·
Canada ·
Chili ·
China ·
Colombia ·
Costa Rica ·
Cuba ·
DDR ·
Denemarken ·
Duitsland ·
Ecuador ·
Egypte ·
Engeland ·
Estland ·
 Finland ·
Frankrijk ·
Georgië ·
Ghana ·
Guatemala ·
Haïti ·
Honduras ·
Hongarije ·
Ierland ·
India ·
Indonesië ·
Irak ·
Iran ·
Israël ·
Italië ·
Ivoorkust ·
Jamaica ·
Japan ·
Joegoslavië ·
Jordanië ·
Libië ·
Luxemburg ·
Maleisië ·
Mexico ·
Marokko ·
Nederland ·
Nicaragua ·
Nieuw-Zeeland ·
Nigeria ·
Noord-Ierland ·
Noorwegen ·
Oekraïne ·
Oezbekistan ·
Oman ·
Oostenrijk ·
Panama ·
Paraguay ·
Peru ·
Polen ·
Portugal ·
Roemenië ·
Rusland ·
Saarland ·
Saoedi-Arabië ·
Schotland ·
Senegal ·
Servië & Montenegro ·
Singapore ·
Slovenië ·
Sovjet-Unie ·
Spanje ·
Tahiti ·
Thailand ·
Trinidad en Tobago · 
Tsjechië ·
Tsjecho-Slowakije ·
Tunesië · 
Turkije ·
Venezuela ·
Verenigde Arabische Emiraten ·
Verenigde Staten ·
Wales ·
Zuid-Afrika ·
Zuid-Korea ·
Zweden ·
Zwitserland
Argentinië (1986) ·
België (1990) ·
Brazilië (1950) · 
Colombia (2014) ·
Costa Rica (2014) ·
Denemarken (1986) ·
Denemarken (2002) ·
Duitsland (2010) ·
Egypte (2018) ·
Engeland (2014) ·
Frankrijk (2002) ·
Frankrijk (2010) ·
Frankrijk (2018) ·
Ghana (2010) ·
Italië (1990) ·
Italië (2014) ·
Mexico (2010) ·
Nederland (1974) ·
Nederland (2010) ·
Portugal (2018) ·
Rusland (2018) ·
Saoedi-Arabië (2018) ·
Schotland (1986) ·
Senegal (2002) ·
Spanje (1990) ·
West-Duitsland (1986) ·
Zuid-Afrika (2010) ·
Zuid-Korea (1990) ·
Zuid-Korea (2010)